# Ливония (Мичиган)
Ливония (англ. Livonia) — город, расположенный в северо-западной части округа Уэйн, штат Мичиган. Архитектура города в основном представлена постройками 1950-х и 1960-х годов. По переписи населения 2011 года в Ливонии проживает 95 958 человек, тем самым город занимает 9 место среди муниципалитетов Мичигана.

## История
Город был основан пионерами из Новой Англии и Нью-Йорка 17 марта 1835 года. Новый населённый пункт получил своё имя в честь одноимённых городов в штатах Нью-Йорк и Пенсильвания.
По результатам голосования 23 мая 1950 года Ливония получила статус городского муниципалитета. В своё время город посетило 6 американских президентов: Ричард Никсон, Джеральд Форд, Рональд Рейган, Джордж Буш-старший, Билл Клинтон и Джордж Буш-младший.

## Демография
По переписи 2000 года в Ливонии проживает 96,942 человек, имеется 38,714 домохозяйств и 26,856 семья, проживающая в городе. Плотность населения 1086 чел./км ². В городе 38,658 единиц жилья со средней плотностью 417.9 чел./км². Расовый состав состоит из 91.97% белых, 3.41% афроамериканцев, 0.24% коренных американцев, 2.54% азиатов и 1.42% — две или более рас. Латиноамериканцев любой расы — 2.47%.
В городе существует  38,089 домохозяйств, в которых 32.5% семей имеют детей в возрасте до 18 лет, проживающих с ними, имеется 62.8% супружеских пар, живущих вместе, 8.0% женщин проживают без мужей, а 26.3% не имеют семьи. 22.9% всех домохозяйств состоит из отдельных лиц и 11.1% являются одинокие люди в возрасте 65 лет и старше. Средний размер домохозяйства 2.59, средний размер семьи 3.07.
В городе проживает 23.8% населения в возрасте до 18 лет, 6.3% с 18 до 24 лет,  28.7% с 25 до 44 лет, 24.3% от 45 до 64 лет и 16.9% от 65 лет и старше. Средний возраст составляет 40 лет. На каждые 100 женщин приходится 94 мужчины, а на каждые 100 женщин в возрасте 18 лет и старше насчитывается 90.8 мужчин.
Средний доход на домохозяйство составляет $65,391, средний доход на семью  $77,119. Мужчины имеют средний доход $62,071 против $42,083 у женщин. Доход на душу населения в городе равен $29,536. 5.4% семей или 7.8% населения живут за чертой бедности, в том числе 15.6% из них моложе 18 лет и 3.8% в возрасте 65 лет и старше.